# Hironori Otsuka
Hironori Otsuka (japansk: 大塚 博紀, Ōtsuka Hironori; født 1. juni 1892, død 29. januar 1982) var en japansk kampudøver og -mester, som skabte karatestilen Wado ryu.

## Liv og levned
Hironori Otsuka blev født den 1. juni 1892 i landsbyen Shimodate, beliggende i Ibaraki regionen, nord for Tokyo. Otsuka var det andet barn i en søskendeflok på fire. Hans far var Tokujiro Otsuka, som var praktiserende læge i sin private bolig. Hans moders onkel, Chojiro Ebashi Sensei, var samurai.
I april 1898 begynder Otsuka at træne jujutsu hos sin onkel Chojiro Ebashi Sensei, under vejledning af hans fader. Som 13-årig (år 1905) begyndte Otsuka i mellemskolen i Shimotsuma (en landsby ca. 16 km syd for hans fødeby) og fortsatte samtidig her sin jujutsu-træning med at træne Shindo-Yoshin-ryu Jujutsu Kenpo i Genbukan Dojo under Tatsusaburo Nakayama Sensei. I årene 1910 - 1912 læste Otsuka handel og økonomi på Waseda Universitetet i Tokyo.
I årene 1910 - 1921 trænede Otsuka i forskellige jujutsu dojo i Tokyo, herunder Kito-ryu, Tenjin-Shinyo-ryu og Yoshin-Ko-ryu samtidig med, at han vedligeholdt sin træning i og kontakt med Shindo-Yoshin-ryu. Den 1. juni 1921 (på sin 29 års fødselsdag) modtog Hironori Otsuka Menkyo-Kaiden ("mester-licens") i Shindo-Yoshin-ryu Jujutsu Kenpo.
I maj 1922 demonstrerede Gichin Funakoshi (fra Okinawa) Tode-kata på en sportsfestival i Tokyo, og kort efter begyndte Otsuka at træne Shuri-te (forløber for japansk karate) ved Funakoshi. Senere begyndte Otsuka også at træne Tode-kata ved Kenwa Mabuni (1928-29) og Choki Motobu (1932). Otsuka begyndte lidt efter lidt at åbne karateklubber og blev gradvis mere og mere uafhængig.
Otsuka blev i 1929 medlem af Nippon Kobudo Shinko Kai (Kobudo=gamle kamparter; Shinko= forfremme; Kai= gruppe/samling/organisation/klub) og endte i sine seniorår som direktør for denne organisation. I 1929 opsatte han også de første regler for konkurrence-kampe i karate. I april 1934 grundlagde Otsuka sin egen karate klub: Dai Nippon Karate Shinko Kurabu (Kurabu=klub), og i februar 1938 dannede Otsuka stilartgruppens første landsorganisation: Dai Nippon Karate Shinbu Kai (Shin=forfremme; Bu=kamp).
I marts 1939 indgav Otsuka sin stilarts navn og tekniske system til den japanske organisation Dai Nippon Butokukai, der i april 1940 registrerede stilartens navn: "Wado Ryu Karate Jutsu". Den er også kendt under navnet "Wado Ryu Karate-do Jujutsu Kenpo" (空手道•柔術拳法).
Den 29. april 1966 blev Otsuka tildelt æresbevisningen "Kun Goto Soko-Kyokujitsu Sho" af kejser Hirohito for sit livslange engagement i Karate-do. I 1969 blev Otsuka 1. viceformand i det nationale Japanske Karate Forbund, FAJKO, grundlagt 1964, som Otsuka og Wado-ryu-gruppen indgik i dannelsen af, sammen med de øvrige karate-stilarts-grupper. Den 9. oktober 1972 blev Otsuka tildelt titel af "Meijin" og 10. Dan af "Kokusai Budo In", det Internationale Budo Forbund.
Den 29. januar 1982 døde Hironori Otsuka i Tokyo.

### Noteapparat